# Sigfrid Wieselgren
Per Sigfrid Wieselgren (i riksdagen kallad Wieselgren i Göteborg och senare i Stockholm), född den 26 november 1843 i Västerstads socken i Skåne, död den 11 oktober 1910 i Göteborg, var en svensk ämbetsman, politiker, nykterhetsfrämjare och vitter författare. Han var son till Peter Wieselgren, far till Hildegard och Oscar Wieselgren samt svärfar till Ragnar Wieselgren.

## Biografi
Wieselgren blev student vid Uppsala universitet 1861 och filosofie doktor 1869 samt tog examen till rättegångsverken i Lund 1870. Inskriven som auskultant i Göta hovrätt 1870, blev han 1872 tredje rådhuskanslist i Göteborg och samma år vice häradshövding, 1874 sekreterare i Göteborgs poliskammare, 1884 justitierådman i samma stad och samma år ledamot av förstärkta lagberedningen.

### Politiker
Sedan Wieselgren i Göteborg gjort sig känd som föreläsare och genom uppsatser i pressen, fick han tidigt kommunala uppdrag. Han var 1876–87 en av Göteborgs stads representanter i riksdagens Andra kammare och slöt sig från början till kammarens så kallade Center, inom vilken han efter några år fick en ledarställning. Han hade moderata och frihandelsvänliga åsikter. Dessa gav han även uttryck för som ledamot av Första kammaren, dit han hösten 1887 valdes in av Göteborgs stad. Han representerade staden ända till sin död. Wieselgren var vald till 1878 års kyrkomöte som suppleant inom både Göteborgs och Skara stift.

### Fångvårdschef
Han utnämndes 1885 till generaldirektör och chef för Fångvårdsstyrelsen. Där fullföljde han vad föregångaren Gustaf Fridolf Almquist påbörjat. Wieselgren verkade för att frigivna fångars skulle få rätt att behålla sin arbetsförtjänst. Detta främjades genom reglementet den 24 oktober 1890 angående fångars arbetspremier samt genom förbättrad arbetsdrift, varvid fångpersonalen skulle övas i olika slag av yrkeskunnighet. Han förespråkade cellsystemet, ett genomgripande steg som togs genom lagen 29 juli 1892 om straffarbetes och fängelsestraffs verkställande i enrum. Under den tid Wieselgren ledde svenska fångvården minskade rikets centrala straffanstalter från åtta till fyra och det återstående gemensamhetsfängelset för kvinnor anordnades efter nattcellsystemet, varjämte de gamla kronoarbetsstationerna ersattes av tvångsarbetsanstalter. Wieselgren ville även genom att främja understödsverksamhet motverka återfall i brott.
Wieselgren utsågs till Sveriges ombud vid åtskilliga utländska kriminalvårdskongresser. Inom riksdagen var Wieselgren ledamot av lagutskottet 1877–78 och kanslideputationen 1879–80, samt satt i tio tillfälliga utskott (1882, 1883, 1885, 1890, 1893, 1895, i två 1896 samt 1900 och 1901), som ordförande i alla utom de två första. Han tillhörde även det särskilda utskott som 1902 behandlade lagförslagen om tvångsuppfostran av minderåriga kriminella och vanvårdade barn. Han var även ledamot av tvångsuppfostringskommittén 1896. Han kallades till ledamot eller hedersledamot av fångvårdssällskap i Frankrike, England och Schweiz. År 1898 blev han hedersledamot av Vetenskaps- och vitterhetssamhället i Göteborg.

### Nykterhetsförkämpe
Wieselgren blev ledamot av Göteborgs utskänkningsbolags styrelse 1874. Han genomförde flera nykterhetsfrämjande reformer i överensstämmelse med Göteborgssystemets ursprungliga syfte. I sin skrift från 1880 Om svenska bränvinslagstiftningen 1855–77 gick han i strid mot 1878 års kommittés förslag att frångå 1855 års grunder för brännvinslagstiftningen. Det ledde till att dessa planer omintetgjordes och Wieselgren installerades i kommittén, som fick i uppdrag att ge förslag om beskattning av maltdrycker. Wieselgren debatterade även alkoholfrågor internationellt. Hans skrift Göteborgssystemet, dess uppkomst, syften och verkningar (1881) blev på begäran översatt till både engelska och tyska. De uppsatser, i vilka han 1883 angrep den så kallade ringrörelsens brännvinspolitik, översattes till tyska. Hans redogörelse för striderna om den svenska brännvinslagstiftningen 1835–1885 översattes och trycktes i Tyskland, England och USA samt gavs ut på franska. Wieselgren utsågs till ledamot i 1886 och 1889 års kommissioner för utgivning och spridning av skrifter till nykterhetens befrämjande och blev efter Magnus Huss avgång ordförande i 1889 års kommissionen. I Svenska nykterhetssällskapet var han ordförande från 1893.
På tredje internationella antialkoholkongressen i Kristiania 1889 lämnade Wieselgren en berättelse om göteborgssystemets verkningar, som trycktes på svenska och tyska. En reviderad upplaga med aktualiserad statistik utgavs av Svenska nykterhetssällskapet i en för Frankrike och Belgien avsedd fransk upplaga. Till följd av engelsmannen Whytes anmärkningar mot det svenska bolagssystemet, skrev Wieselgren 1893 More about the Gothenburg system, a critical review (även i svensk upplaga). De moderata nykterhetsvännernas program behandlade Wieselgren i skrifterna Är den moderata nykterhetsverksamheten föråldrad? (1895) och Etik, pedagogik och politik inom den svenska nykterhetsverksamheten (1896).

## Utmärkelser
- Kommendör med stora korset av Nordstjärneorden, 18 september 1897.[2]

### Svenska original
- Fantasi och verklighet : träsnitt. Stockholm: Larsson. 1865. Libris 2207523
- Om svenska riddarhuset och dess ätter. Göteborg: Filosofiska fakulteten i Uppsala. 1869-. Libris 1547842. https://runeberg.org/svenskari
- Om de arbetande klasserna i historien och nu : tvenne föredrag, hållna i Göteborgs arbetareförening den 8 och 27 april 1872. Göteborg: Granberg. 1872. Libris 1585975
- Ur Göteborgs häfder : om de styrande och de styrde, 1621–1748 : till Kongl. Vetenskaps- och Vitterhetssamhällets i Göteborg hundraårs jubelfest år 1878. Stockholm. 1878. Libris 418623. https://runeberg.org/gbghafder/
- Ur barnens verld : hågkomster och historier. Stockholm. 1879–1882. Libris 1601622
- Om svenska bränvinslagstiftningen 1855–1877 : jemte granskning af den 20 december 1878 afgifvet komitébetänkande med förslag till nya bränvinsförfattningar. Stockholm  : Ivar Haegströms boktryckeri. 1880. Libris 1533254
- Göteborgssystemet : dess uppkomst, syften och verkningar. Göteborg: Hedlund. 1881. Libris 1601620
- En man öfver bord. Stockholm: Fritze. 1882. Libris 484713
- Till frågan om arbetarnes ekonomiska frigörelse : fyra uppsatser. Stockholm. 1883. Libris 3175018
- I nykterhetsfrågan : 3:ne uppsatser. Skrifter för folket, utg. af Sv.nykterhetssällskapet ; 1. Stockholm: Sv. nykterhetssällsk. 1884. Libris 1600457
- I nykterhetsfrågan : 4 uppsatser. Skrifter för folket, utg. af Sv.nykterhetssällskapet ; 2. Stockholm: Sv. nykterhetssällsk. 1884. Libris 1600458
- Tre berättelser. Skrifter för folket, utg. af Sv.nykterhetssällskapet ; 3. Stockholm. 1884. Libris 3175022
- Från striderna om svenska bränvinslagstiftningen 1835–1885. Göteborg. 1885. Libris 2317894
- Om Göteborgs-systemets verkningar : utlåtande till tredje internationella kongressen mot missbruk af rusdrycker, efter uppdrag af kongressbestyrelsen afgifvet. Göteborg. 1890. Libris 3175016
- Genom hvirflarne : inre och yttre lif. Stockholm: Fahlcrantz. 1891. Libris 1627491
- Hemmet för frigifna qvinnor i Stockholm : återblick å dess trettioåriga verksamhet 1860–1890. Stockholm. 1891. Libris 3175012
- Sveriges fängelser och fångvård från äldre tider till våra dagar : ett bidrag till svensk kulturhistoria. Stockholm: Norstedt. 1895. Libris https://runeberg.org/wsfangelse/ 399061 https://runeberg.org/wsfangelse/
- Är den moderata nykterhetsverksamheten föråldrad?. Skrifter / utgifna af Svenska sällskapet för nykterhet och folkuppfostran ; 1895 :1. Stockholm. 1895. Libris 1515146
- Äro vi storsvenskar? : tal hållet vid K.F.U.M. minnesfest Gustav-Adolfs-dagen 1895. Stockholm: Norstedt. 1895. Libris 8222536
- Etik, pedagogik och politik inom den svenska nykterhetsverksamheten. Skrifter / utgifna af Svenska sällskapet för nykterhet och folkuppfostran, 99-1558831-3 ; 1896:2. Stockholm. 1896. Libris 1515280
- Under svärdet : ur själfvets krönika. Stockholm: Fahlcrantz. 1897. Libris grgbvfb0dzm3k480. http://hdl.handle.net/2077/59921
- Alkoholismens inflytande på brottsligheten i Sverige. Skrifter / utgifna af Svenska sällskapet för nykterhet och folkuppfostran, 99-1558831-3 ; 1899:1. Stockholm. 1899. Libris 1645484
- Ännu ett ord om Göteborgs utskänkningssystem. Göteborg. 1899. Libris 3175023
- Kunna utskänkningsbolagen tjena nykterheten?. Skrifter / utgifna af Svenska sällskapet för nykterhet och folkuppfostran, 99-1558831-3 ; 1900:4. Stockholm: Sv. Sällskapet för nykterhet. 1900. Libris 1663949
- Peter Wieselgren : en lefnadsteckning. Stockholm: Fahlcrantz & Co. 1900. Libris 28213. https://runeberg.org/wieselgren/
- Allians eller isolering? : till frågan om vår eviga neutralitet. Stockholm: Fahlcrantz. 1902. Libris 8223807. https://runeberg.org/alliansiso/
- Ölet och Göteborgssystemet : Föredrag, hållet på begäran af 1902 års förbudskongress. Skrifter / utgifna af Svenska sällskapet för nykterhet och folkuppfostran, 99-1558831-3 ; 1902 :1. Stockholm: Norstedt. 1902. Libris 1728480
- Sammanslutning eller skilsmässa? : i den skandinaviska enhetstankens namn. Stockholm: Fahlcrantz. 1903. Libris 1729098. https://runeberg.org/sammanskil/
- Förfelade lif. Skrifter / utgifna af Svenska sällskapet för nykterhet och folkuppfostran, 99-1558831-3 ; 1906:1. Stockholm: Norstedt & söner. 1905. Libris 1617589
- Om kvinnans politiska rösträtt : några ord. Stockholm: Norstedt. 1906. Libris 1618995
- Peter Wieselgren. Svenskar, 99-0309733-6 ; 3. Stockholm: Bonnier. 1907. Libris 1576561
- Vårt Uppsalalif : minnen från 1860-talet. Stockholm. 1907. Libris 484747
- I Vesterstad : drag ur P. Wieselgrens lif 1833–1847. Skrifter / utgifna af Svenska nykterhetssällskapet ; 1909:1. Stockholm: Norstedt. 1909. Libris 3175013
- Minnen från Helsingborg. Handlingar / Gillet Gamla Helsingborg, 0349-7046 ; 12. Helsingborg. 1964. Libris 2294039
- Minnen från mina fångvårdsår. Stockholm: Rönnells antikvariat. 1992. Libris 7795849. ISBN 91-971981-0-2

### Danska översättningar
- En Mand over Bord. Kjøbenhavn. 1886. Libris 9948515
- Under Sværdet. Odense. 1899. Libris 9948519
- Gennem Skaerene : indre og ydre Liv. København. 1903. Libris 3175024

### Engelska översättningar
- The Gothenburg system, its origin, object and effects. Gothenburg. 1882–1883. Libris 3175009
- More about the Gothenburg system : a critical review of Mr. James Whyte's pamphlet : The Gothenburg and Bergen public-house systems. Stockholm. 1893. Libris 3175015
- Can the liquor companies serve the temperance cause? : translated from the Swedish. Publications issued by "Svenska nykterhetssällskapet" (The Swedish Temperance Society). Stockholm. 1903. Libris 3175025
- A contribution to the history of the development of the Gothenburg system. Stockholm. 1907. Libris 3175026

### Finska översättningar
- Peter Wieselgren, raittiusaatten isä Ruotsissa. Helsingissä. 1902. Libris 3175027

### Franska översättningar
- Le développement et les progrès du service pénitentiaire suédois : aperçu historique présenté au congrès pénitentiaire de Paris en 1895. Stockholm. 1895. Libris 3158789
- La lutte contre l'alcoolisme en Suède au point de vue législatif. Publication de la Société suédois de tempérance ; 1. Stockholm. 1898. Libris 3175014
- Résultats du système de Gothenbourg : rapport présenté au IIIe congrès international contre l'abus des boissons alcooliques à Christiania en 1889 avec statistiques jusqu'en 1897. Publication de la Société suédois de tempérance ; 2. Stockholm. 1898. Libris 3175017
- La système pénitentiaire suédois, son développement et ses progrès. Stockholm. 1900. Libris 3175006

### Tyska översättningar
- Das Gothenburger Ausschanksystem, dessen Entstehung, Zweck und Wirkungen : [mit Beilagen]. Gothenburg. 1882–1883. Libris 3175010
- Der Branntwein im Programme der Arbeiterringe : Leitartikel aus der Schwed. Tagespresse. Gothenburg. 1884. Libris 3175005
- Die Entwicklung der schwedischen Branntwein-Gesetzgebung von 1835 bis 1885. Wissenschaftliche Beiträge zum Kampf gegen den Alkoholismus ; 3. Bonn. 1885. Libris 3175008
- Die Entwickelung des Gefängniswesens in Schweden : Übersicht. Stockholm. 1900. Libris 3175007
- Zur Entwicklungsgeschichte des Gothenburger Systems. Stockholm. 1907. Libris 3175028